# PGC 1746
LEDA/PGC 1746 ist eine leuchtschwache Balken-Spiralgalaxie vom Hubble-Typ SBc im Sternbild Fische auf der Ekliptik, die schätzungsweise 187 Millionen Lichtjahre von der Milchstraße entfernt ist. Wahrscheinlich bildet sie gemeinsam mit LEDA 1741 ein gravitativ gebundenes Galaxienpaar. Sie gilt als Mitglied der NGC 128-Gruppe.

Im selben Himmelsareal befinden sich u. a. die Galaxien NGC 126, NGC 127, NGC 130, IC 17.